# Rhynchospora nervosa
Rhynchospora nervosa là loài thực vật có hoa trong họ Cói. Loài này được (Vahl) Boeckeler miêu tả khoa học đầu tiên năm 1869.